# Перещепинская культура
Перещепинская культура — раннесредневековая археологическая культура, названная по имени села Малая Перещепина (Полтавская область), возле которого в 1912 году было обнаружено древнее захоронение. Исследователи связывают перещепинскую культуру с булгарами (И. Вернер), так как перещепинский клад относят к правителю Великой Болгарии Кубрату. Также есть предположение о связи культуры с ранними хазарами (М. И. Артамонов). В любом случае захоронение несет ярко выраженный тюркский характер. В нем найдены кубки, блюда, ковши, мечи, элементы сбруи, византийские монеты.
С глубоким проникновением в лесостепную зону кочевников-носителей перещепинской культуры, достигших Киевщины, а также с разгромом Пастырского городища в начале VIII века, связан Киевский клад, найденный 1892 году.
Вторжение в славянскую лесостепь кочевников перещепинской культуры, вытеснивших вскоре после 660-х годов в Болгарию носителей сухановского типа, связывается с экспансией хазар в 665 году.